# Théodore Ozenne
Pour les articles homonymes, voir Fulgence et Ozenne.
Théodore Fulgence Ozenne, né à Paris le 28 février 1814 et mort à Toulouse le 5 septembre 1895, est un banquier toulousain.

## Biographie

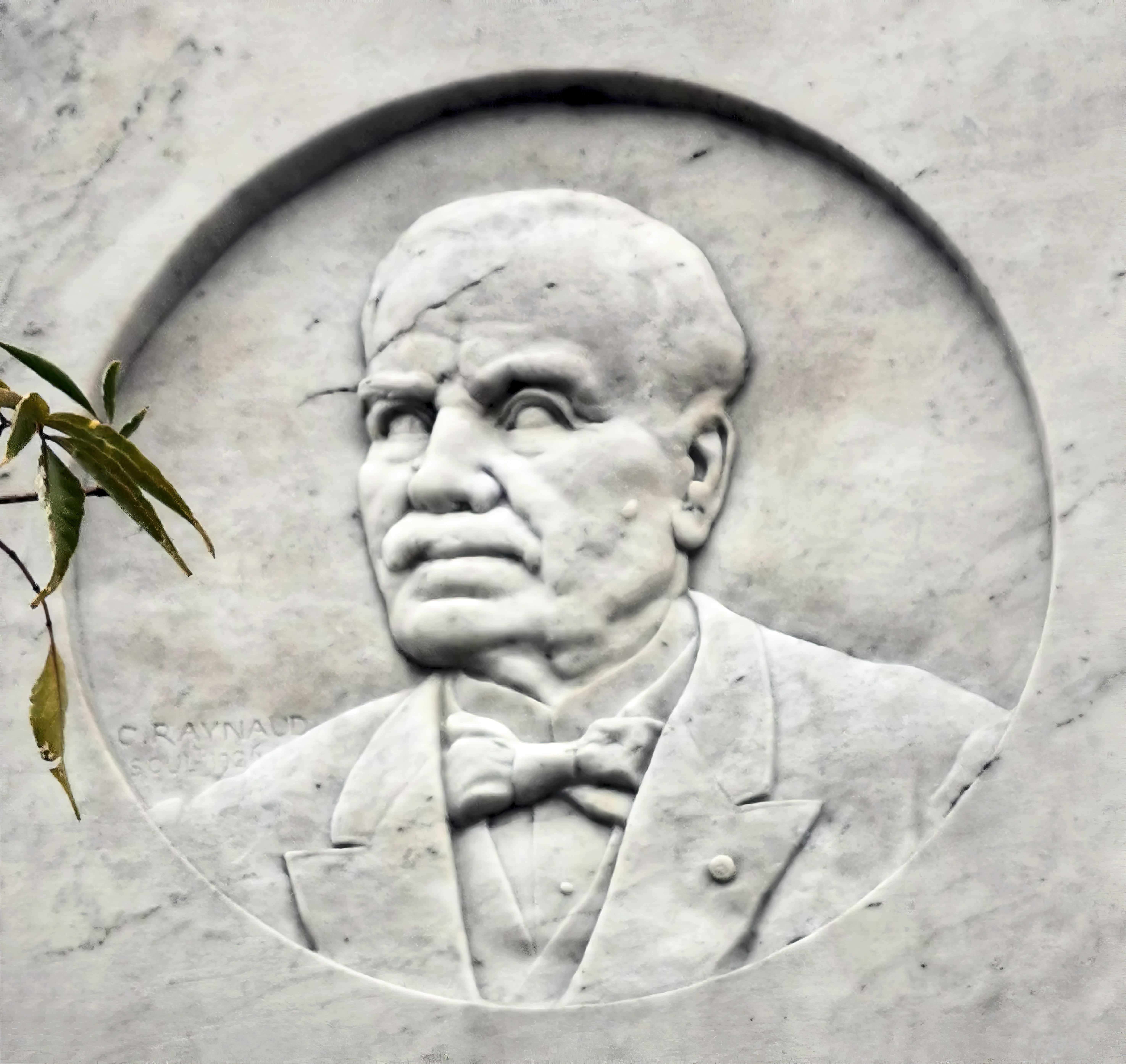
Bas-relief par Camille Raynaud

Banquier à Toulouse, il est fondateur et président du Conseil des prud'hommes de 1857 à 1865, président du Tribunal de commerce de 1872 à 1882 et de la Chambre de commerce de Toulouse.
Il fonde la Société des secours mutuels des employés de commerce et d'administration en 1862, qu'il préside.
Il devient adjoint au maire de Toulouse et occupe les fonctions d'administrateur du Bureau de bienfaisance à partir de 1890 et des Hospices de Toulouse à partir de 1891. Il fut également administrateur du Mont de Piété de Toulouse (dénommé Crédit Municipal depuis 1918)  à partir de 1893.
Il fut bienfaiteur de la ville de Toulouse, notamment en ce qui concerne les établissements d’enseignement. La rue Théodore-Ozenne, située dans le quartier 2 de cette ville, lui doit son nom, de même le lycée Ozenne, situé à proximité de la place Saint-Sernin.
Il est inhumé au Cimetière de Terre-Cabade à Toulouse.

## Sources
- Paul Féron, Théodore Ozenne: Mécène toulousain, Presses de l'Université des Sciences Sociales de Toulouse, 1999.